# Гарбузов, Вадим
Вадим Гарбузов (род. 8 мая 1987, Харьков, Украина) — канадско-австрийский бальный танцор, полуфиналист чемпионата мира по десяти танцам 2006 года в любителях, победитель в австрийских танцах со звездами 2012 и 2014 годов, чемпион мира 2015 года по профессиональному фристайлу в латине.

## Биография
Вадим Гарбузов родился 8 мая 1987 года в Харькове и в 1994 году эмигрировал с родителями в Канаду, где в Ванкувере занялся бальными танцами в возрасте семи лет. Находясь в постоянных переездах между Харьковом и Ванкувером, он посещал общеобразовательную школу и занимался танцами в обоих городах.
С партнёршей Надеждой Дятловой в 2003 году Вадим выиграл канадский молодёжный чемпионат по латине, а в 2004 — по стандарту. В том же году он переехал в Австрию, выступая за которую с Катрин Менцингер, в 2005 году он вошёл в финал чемпионата мира по десяти танцам среди молодежи. В 2006 году, уже во взрослой категории, он стал чемпионом Австрии по десяти танцам и вошёл в полуфинал чемпионата мира.
В 2007 году Вадим получил австрийское гражданство в дополнение к канадскому. Окончив танцевальный факультет Харьковская государственная академия физической культуры, он в 2009 вновь стал в пару с Катрин Менцингер, с которой в 2010 вошёл в финал кубка Европы по десяти танцам. В 2011 он занял четвёртое из двенадцати мест в шестом сезоне австрийского телевизионного шоу танцев со звездами. С телеведущим Альфонсом Хайдером, здесь он стал первым в мире участником пары мужчина-мужчина в телешоу танцев со звездами. В 2012 с певицей Петрой Фрай он стал победителем в этой телепередаче.
С 2012 года Вадим постоянно принимает участие в чемпионатах мира по шоу. В 2012 году в Пекине он вошёл в финал чемпионата мира по фристайлу в латиноамериканской категории. В начале 2013 года Вадим и Катрин изменили статус на профессионалов WDSF и на своем первом профессиональном соревновании в Мерано они заняли четвёртое место по фристайлу в латине. В 2014 году в Вене они с Катрин стали вторыми на профессиональном чемпионате Европы по фристайлу в стандарте. Затем, в паре с Роксанной Рапп, Вадим победил в девятом сезоне австрийского телевизионного шоу танцев со звездами. И в этом же году Вадим и Катрин заняли второе место на профессиональном чемпионате мира по фристайлу в латине. В ноябре 2014 Вадим и Катрин стали чемпионами Европы в профессиональном латиноамериканском шоу в Дрездене, а в декабре 2014 они заняли второе место из 13 пар на чемпионате мира  по профессиональному шоу в стандарте в Салоу .  В июне 2015 в Вене Вадим и Катрин стали чемпионами мира  по профессиональному латиноамериканскому шоу. . А в ноябре того же года они выиграли чемпионат мира  по профессиональному шоу в стандарте.. В марте 2016 Вадим и Катрин стали чемпионами Европы по профессиональному шоу в стандарте , а в сентябре этого же года заняли первое место в чемпионате Европы по профессиональному латиноамериканскому шоу в Румынии.
В апреле 2017 они снова подтвердили звание чемпионов мира по профессиональному шоу в латине.

## Достижения
- Чемпион Канады по латине среди молодежи 2003 годе
- Чемпион Канадского молодежного стандарта 2004 года
- Финалист чемпионата мира по десяти танцам среди молодежи 2005 года
- Чемпион Австрии по десятке танцев 2006 года
- Полуфиналист чемпионата мира по десяти танцам 2006 года
- Финалист Кубка Европы по десятке танцев 2010 года
- Чемпион Европы по латиноамериканским танцам 2014 года
- Вице-чемпион мира по латиноамериканским и стандартным шоу-танцам 2014 года
- Вице-чемпион Европы по Show Dance Standard 2014 года
- Чемпион мира по латиноамериканским танцам 2015 года
- Чемпион мира по стандарту Show Dance 2015 года
- Чемпион Европы Show Dance Standard 2016 года
- Чемпион Европы Show Dance Latin 2016 года
- Чемпион мира среди профессионалов Show Dance Latin 2017 года
- Чемпион мира среди профессионалов Show Dance Standard 2017 года
- Серебряный призер чемпионата мира среди профессионалов WDC Show Dance 2018 года
- Серебряный призер конкурса профессионального латинского танца 2018 года
- Бронзовый призер чемпионата мира среди профессионалов WDC Show Dance Standard 2018 года
- Вице-чемпион мира стандартно-профессиональных танцев WDC 2019 года
- Серебряный призер чемпионата мира WDSF PD Show Dance Latin 2022 года